# Nipponaphera quasilla
Nipponaphera quasilla là một loài ốc biển, là động vật thân mềm chân bụng sống ở biển trong họ Cancellariidae.

## Miêu tả
The shell size is 25 mm

## Phân bố
Loài này phân bố dọc theo Somalia; miền nam Ấn Độ và miền nam Myanmar